# Umskiptar
Umskiptar (în română Metamorfoze) este cel de-al nouălea album realizat de către Burzum. A fost înregistrat în anul 2011 și lansat în mai 2012, la aproximativ un an de la lansarea precedentului album, Fallen.
Coperta este pictura Nótt călărind Hrímfaxi (secolul 19) realizată de pictorul norvegian, Peter Nicolai Arbo. Versurile sunt preluate în totalitate din poemul Völuspá, poem care reprezintă una dintre principalele surse pentru studiul mitologiei nordice.
Stilistic, acest album îmbină black metal cu folk metal, elementele folk fiind o noutate absolută pentru Burzum.

## Lista pieselor
1. "Blóðstokkinn" (Îmbibat în sânge) - 01:16
2. "Jóln" (Divinități) - 05:51
3. "Alfadanz" (Dansul elfilor) - 09:22
4. "Hit helga tré" (Copacul sacru) - 06:51
5. "Æra" (Onoare) - 03:58
6. "Heiðr" (Stimă) - 03:02
7. "Valgaldr" (Cântecul celor căzuți) - 08:03
8. "Galgviðr" (Pădurea spânzurătorii) - 07:16
9. "Surtr Sunnan" (Negru din Sud) - 04:14
10. "Gullaldr" (Epoca de aur) - 10:20
11. "Níðhöggr" (Atac de dedesubt) - 05:00

## Personal
- Varg Vikernes - Vocal, toate instrumentele